# 布盧明頓高地 (伊利諾伊州)
布盧明頓高地（英語：Bloomington Heights）是位於美國伊利諾伊州麥克萊恩縣的一個非建制地區。該地的面積和人口皆未知。

## 地理
布盧明頓高地的座標為40°28′50″N 89°02′01″W / 40.48056°N 89.03361°W，而該地的平均海拔高度為239米（即784英尺）。